# Alice Robinson
Alice Robinson (* 1. Dezember 2001 in Sydney, Australien) ist eine neuseeländische Skirennläuferin. Die mehrfache neuseeländische Meisterin startet überwiegend im Riesenslalom und Super-G. 2019 gewann sie im Riesenslalom als erste Neuseeländerin einen Titel bei Juniorenweltmeisterschaften.

## Biografie
Robinson wuchs zunächst in Sydney auf und zog mit ihrer Familie nach Queenstown auf der Südinsel Neuseelands um, als sie vier Jahre alt war. Ihren Highschoolabschluss machte sie 2019 an der Wakatipu High School.
Im Alter von 15 Jahren bestritt Robinson in Cardrona ihre ersten FIS-Rennen, wobei sie sich gleich im zweiten Antreten gegen die internationale Konkurrenz durchsetzen konnte. Im August 2017 gewann sie in Riesenslalom und Slalom ihre ersten beiden Staatsmeistertitel und debütierte mit einem Podestplatz im Australia New Zealand Cup (ANC). Zu Beginn des Nordwinters startete sie erstmals im traditionell stärker besetzten Nor-Am Cup und siegte am 16. Dezember 2017 im Riesenslalom von Panorama. Am 6. Januar 2018 gab Robinson im Riesenslalom von Kranjska Gora ihr Weltcup-Debüt. Nach weiteren Starts am Kronplatz und in Lenzerheide nahm sie an den Juniorenweltmeisterschaften in Davos teil, konnte jedoch beide Technikrennen nicht beenden. Für die Olympischen Spiele in Pyeongchang erhielt sie den Vorzug gegenüber ihrer Teamkollegin Piera Hudson und wurde mit 16 Jahren und zwei Monaten die jüngste Winter-Olympionikin in der Geschichte Neuseelands. Im Riesenslalom belegte sie Rang 35, im Slalom schied sie aus.
Im August und September 2018 feierte Robinson ihre ersten drei Siege im ANC und sicherte sich neben der Disziplinenwertung im Super-G auch die Gesamtwertung. Mit den gesammelten FIS-Punkten war sie im Oktober 2018 im Riesenslalom die weltweite Nummer eins in der Altersklasse U18. Im Februar 2019 feierte sie in Berchtesgaden erstmals einen Europacup-Sieg. Wenige Tage später überraschte sie bei den Weltmeisterschaften in Åre, als sie im zweiten Durchgang des Riesenslaloms die Laufbestzeit erzielte und sich auf Rang 17 klassierte. Nur fünf Tage später sicherte sich Robinson bei den Juniorenweltmeisterschaften im Fassatal ihre erste Goldmedaille, wobei sie die Konkurrenz um über eine Sekunde distanzierte. Damit avancierte sie zur ersten Juniorenweltmeisterin aus Neuseeland. Nachdem sie am 8. März 2019 mit Rang 16 im Riesenslalom von Špindlerův Mlýn ihre ersten Weltcuppunkte gewonnen hatte, überraschte Robinson neun Tage später beim Riesenslalom von Soldeu mit dem zweiten Platz hinter Mikaela Shiffrin, gleichbedeutend mit ihrer ersten Weltcup-Podestplatzierung. Damit sorgte sie für den ersten neuseeländischen Podestplatz im Weltcup seit Claudia Riegler im Januar 2002.
Zum Auftakt des Weltcups 2019/20 siegte Robinson am 26. Oktober 2019 beim Riesenslalom in Sölden. Es war ihr erster Weltcup-Erfolg und der erste Sieg einer Neuseeländerin seit den Erfolgen von Claudia Riegler in der Saison 1996/97. Im Februar konnte sie in Kranjska Gora ihren zweiten Sieg feiern. In der folgenden Saison konnte sie zunächst nicht an diese Ergebnisse anknüpfen. Nach zwei Top-10-Resultaten verpasste sie als Vierte bei den Weltmeisterschaften in Cortina d’Ampezzo die Medaillenränge nur knapp. Ende Februar 2021 erreichte sie als Zehnte im Fassatal ihr erstes Top-10-Ergebnis im Super-G, ehe sie eine Woche später als Zweite im Riesenslalom von Jasná wieder auf das Podest zurückkehrte. Im letzten Rennen der Saison, beim Weltcupfinale in Lenzerheide, entschied sie den Riesenslalom für sich. 
Es dauerte fast vier Jahre, bis sie wieder einen Riesenslalom gewinnen konnte: Am 21. Januar 2025 entschied sie den Riesenslalom am Kronplatz für sich. Bei den Weltmeisterschaften in Saalbach gewann sie hinter Federica Brignone Silber in ihrer Paradedisziplin. Es war die erste WM-Medaille für eine Neuseeländerin.

## Erfolge

### Olympische Spiele
- Pyeongchang 2018: 35. Riesenslalom
- Peking 2022: 22. Riesenslalom, 25. Abfahrt

### Weltmeisterschaften
- Åre 2019: 17. Riesenslalom
- Cortina d’Ampezzo 2021: 4. Riesenslalom
- Méribel 2023: 7. Super-G, 15. Riesenslalom
- Saalbach-Hinterglemm 2025: 2. Riesenslalom, 11. Super-G

### Weltcupwertungen
| Saison  | Gesamt | Gesamt | Abfahrt | Abfahrt | Super-G | Super-G | Riesenslalom | Riesenslalom | Kombination | Kombination | Parallel | Parallel |
| Saison  | Platz  | Punkte | Platz   | Punkte  | Platz   | Punkte  | Platz        | Punkte       | Platz       | Punkte      | Platz    | Punkte   |
| ------- | ------ | ------ | ------- | ------- | ------- | ------- | ------------ | ------------ | ----------- | ----------- | -------- | -------- |
| 2018/19 | 62.    | 95     | –       | –       | –       | –       | 19.          | 95           | –           | –           | –        | –        |
| 2019/20 | 19.    | 310    | –       | –       | –       | –       | 5.           | 300          | 34.         | 7           | 44.      | 3        |
| 2020/21 | 19.    | 326    | –       | –       | 31.     | 36      | 8.           | 278          | –           | –           | 19.      | 12       |
| 2021/22 | 44.    | 177    | –       | –       | 20.     | 133     | 33.          | 44           | –           | –           | –        | –        |
| 2022/23 | 31.    | 313    | 31.     | 34      | 25.     | 72      | 12.          | 207          | –           | –           | –        | –        |
| 2023/24 | 12.    | 650    | 35.     | 23      | 17.     | 135     | 4.           | 492          | –           | –           | –        | –        |

### Weltcupsiege

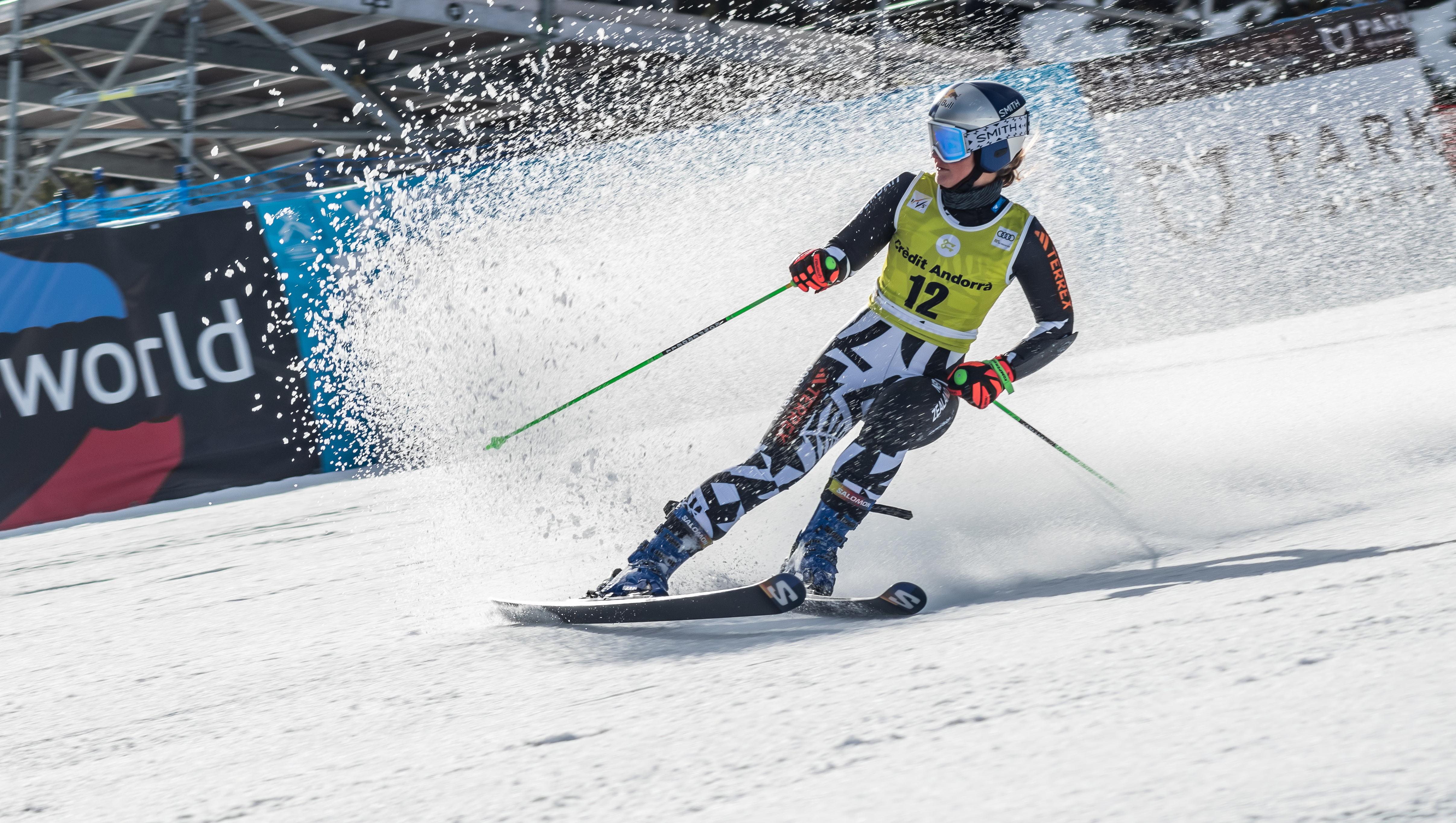
Robinson beim Riesenslalom von Soldeu (März 2023)

- 17 Podestplätze, davon 4 Siege:

| Datum            | Ort           | Land       | Disziplin    |
| ---------------- | ------------- | ---------- | ------------ |
| 26. Oktober 2019 | Sölden        | Österreich | Riesenslalom |
| 15. Februar 2020 | Kranjska Gora | Slowenien  | Riesenslalom |
| 21. März 2021    | Lenzerheide   | Schweiz    | Riesenslalom |
| 21. Januar 2025  | Kronplatz     | Italien    | Riesenslalom |

### Europacup
- 5 Podestplätze, davon 1 Sieg:

| Datum           | Ort           | Land        | Disziplin    |
| --------------- | ------------- | ----------- | ------------ |
| 9. Februar 2019 | Berchtesgaden | Deutschland | Riesenslalom |

### Australia New Zealand Cup
- Saison 2017: 10. Riesenslalomwertung[A 1]
- Saison 2018: 1. Gesamtwertung, 1. Super-G-Wertung, 3. Riesenslalomwertung, 9. Slalomwertung
- Saison 2019: 5. Gesamtwertung, 1. Super-G-Wertung, 10. Riesenslalomwertung
- 10 Podestplätze, davon 6 Siege:

| Datum             | Ort          | Land       | Disziplin    |
| ----------------- | ------------ | ---------- | ------------ |
| 27. August 2018   | Coronet Peak | Neuseeland | Riesenslalom |
| 5. September 2018 | Mount Hutt   | Neuseeland | Super-G      |
| 5. September 2018 | Mount Hutt   | Neuseeland | Super-G      |
| 27. August 2019   | Coronet Peak | Neuseeland | Super-G      |
| 27. August 2019   | Coronet Peak | Neuseeland | Super-G      |
| 30. August 2022   | Coronet Peak | Neuseeland | Riesenslalom |

1. ↑  Die Rennen des Australia New Zealand Cup werden jährlich im August und September (Südwinter) ausgetragen und bereits der kommenden, internationalen Saison zugerechnet.

### Nor-Am Cup
- 1 Sieg:

| Datum             | Ort      | Land   | Disziplin    |
| ----------------- | -------- | ------ | ------------ |
| 16. Dezember 2017 | Panorama | Kanada | Riesenslalom |

### Juniorenweltmeisterschaften
- Fassatal 2019: 1. Riesenslalom, 15. Super-G
- Narvik 2020: 4. Super-G

### Weitere Erfolge
- 4 neuseeländische Meistertitel (Riesenslalom 2017 und 2019, Slalom 2017, Super-G 2018)
- 1 neuseeländischer Jugendmeistertitel (Slalom 2017)
- 4 Siege in FIS-Rennen